# Ara chloropterus
Ara chloropterus là một loài chim trong họ Psittacidae.
Đây là loài lớn nhất trong chi Ara, phổ biến rộng rãi trong các khu rừng và đất rừng của miền Bắc và Trung Nam Mỹ. Tuy nhiên, như đặc điểm chung với vẹt đuôi dài khác, trong những năm gần đây đã có một sự suy giảm đáng kể số lượng của loài vẹt này do mất môi trường sống và sự săn bắt bất hợp pháp để bán làm chim cảnh.

## Hành vi
Loài vẹt này thường kết đôi với nhau suốt đời. Chi mẹ thường đẻ hai hoặc ba quả trứng trong một cái tổ được làm trong một cái lỗ trên cây. Chim mẹ ấp trứng trong khoảng 28 ngày, và chim con đủ lông đủ cánh và rời tổ khoảng 90 ngày sau khi nở.

## Hình ảnh

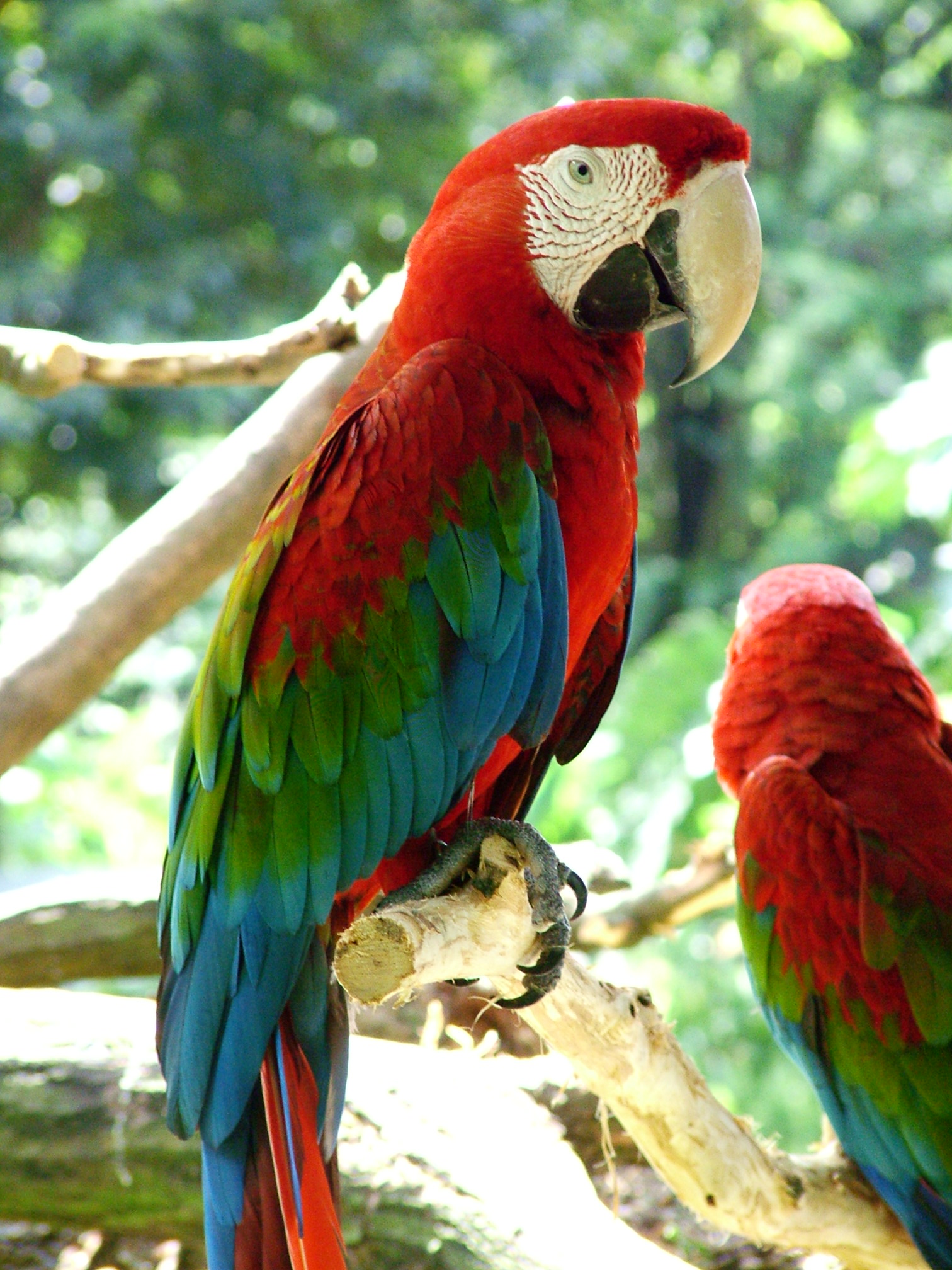
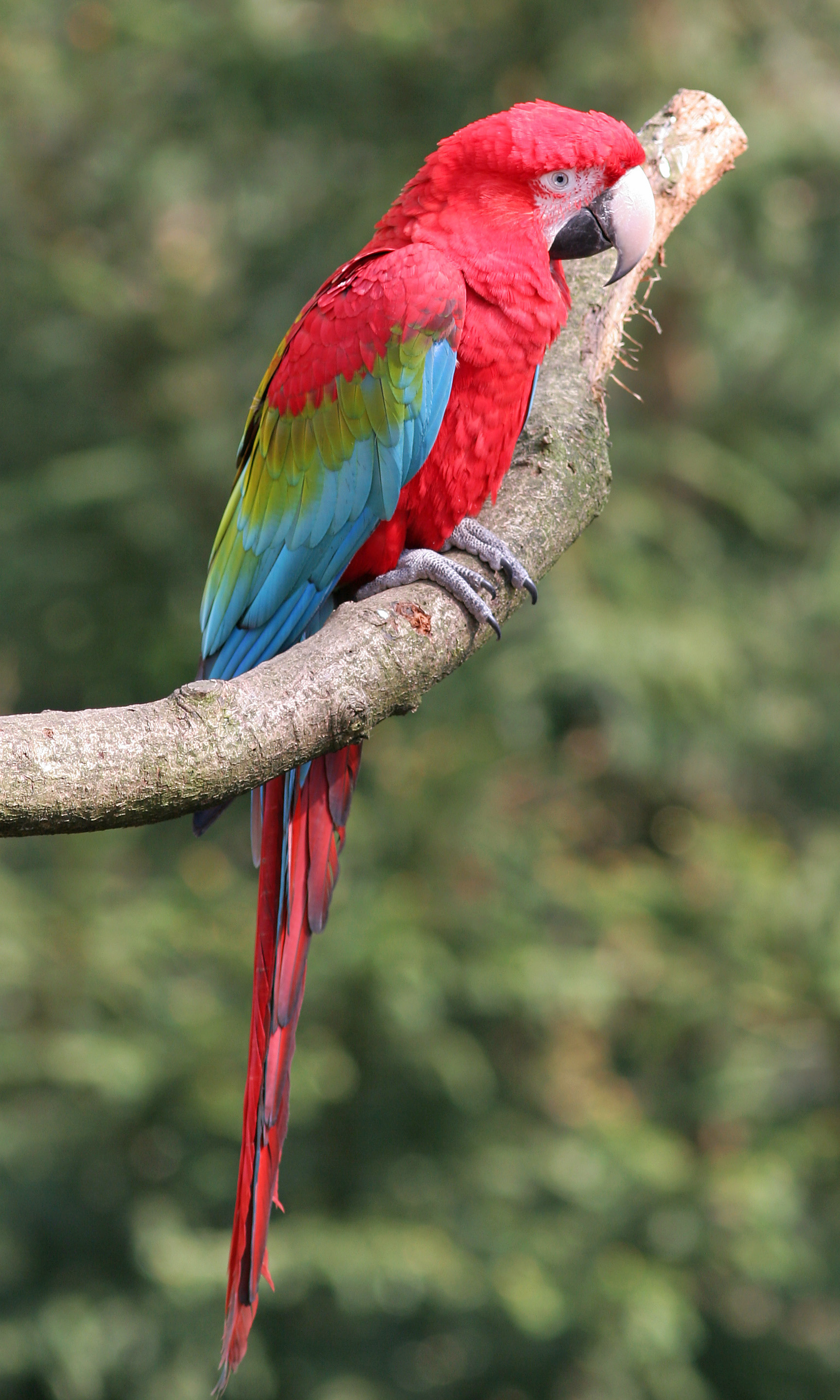
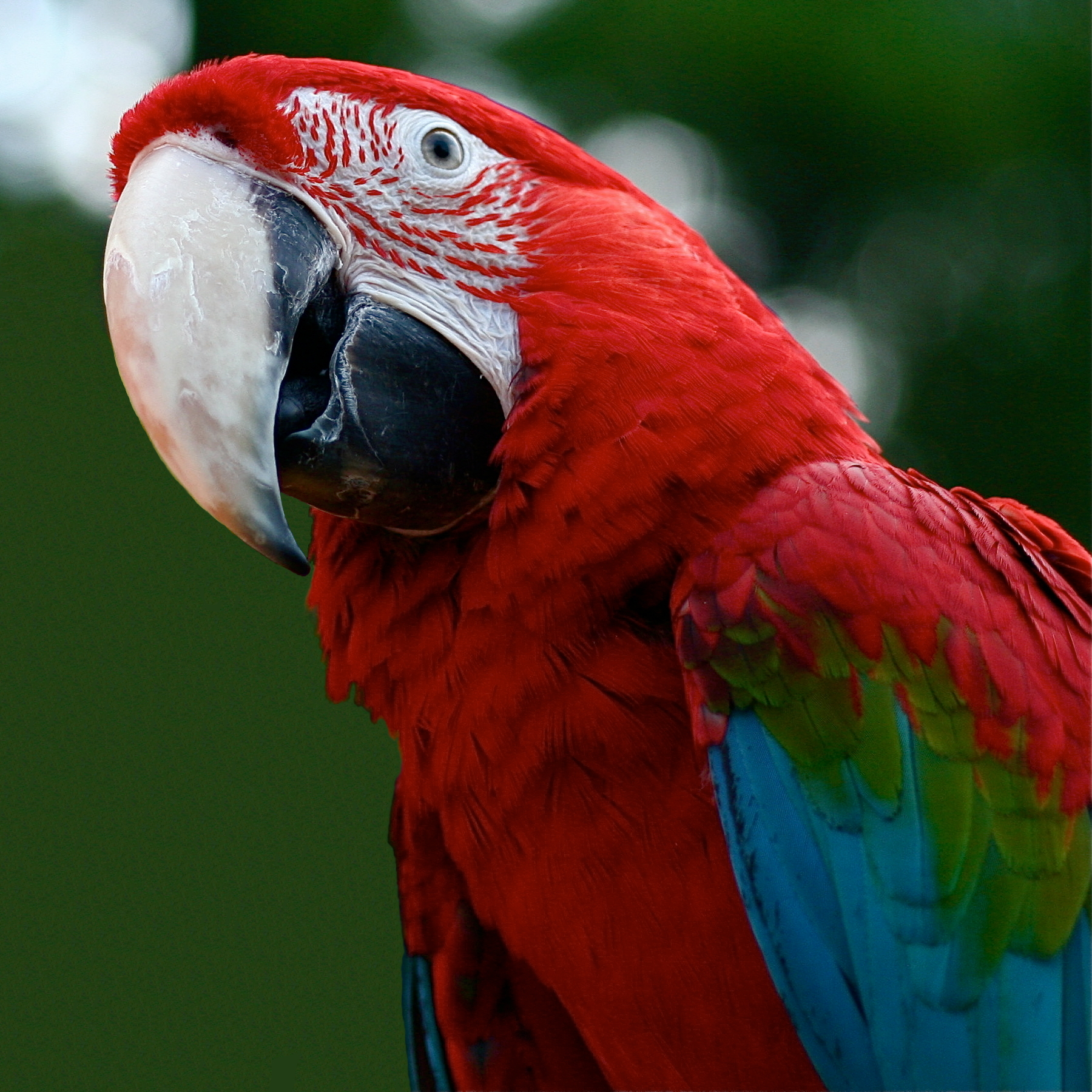
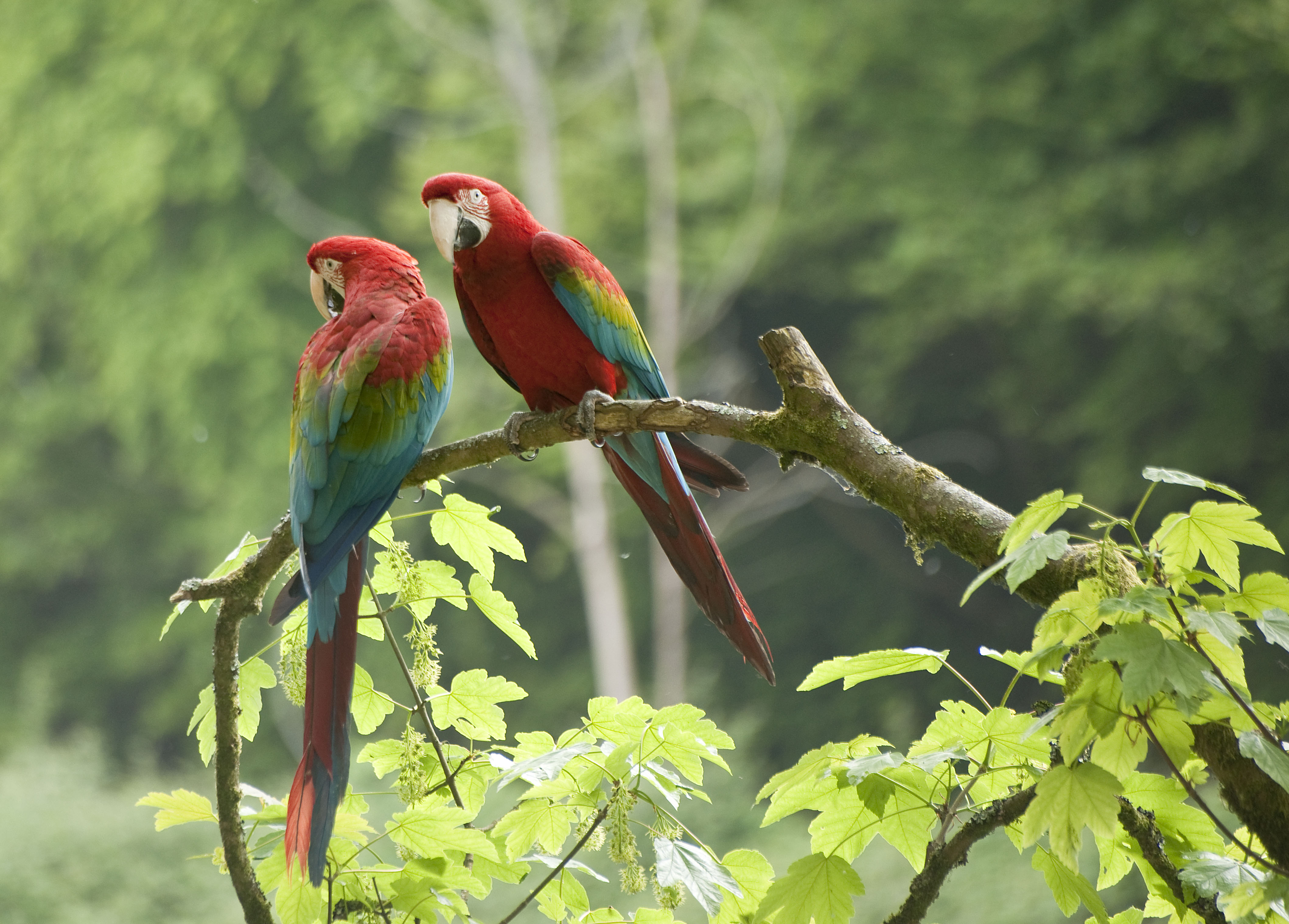
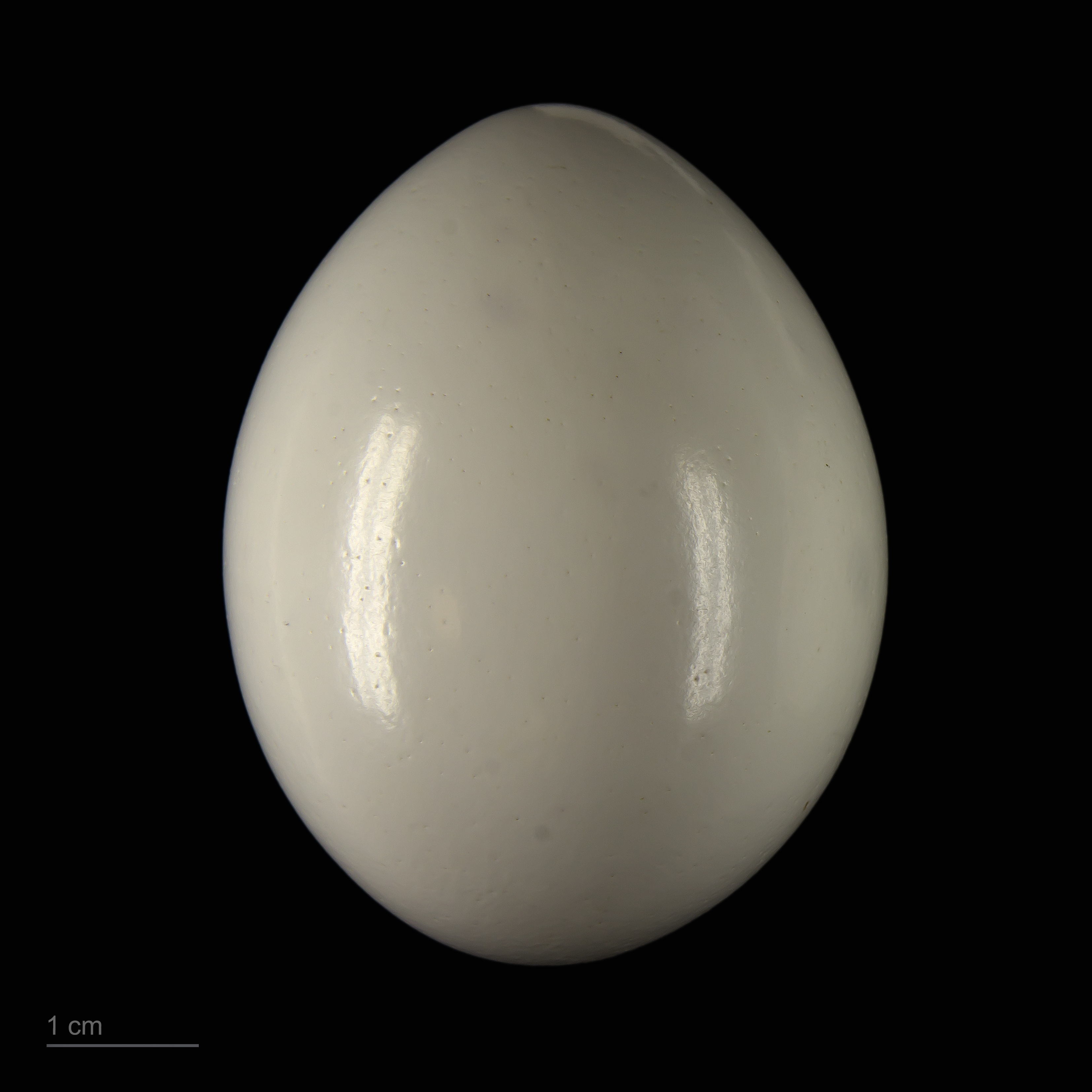
Museum specimen